# Tequila y Bonetti
Tequila y Bonetti es una serie de televisión estadounidense de comedia-drama protagonizada por Jack Scalia. La serie se transmitió originalmente en la CBS entre el 17 de enero de 1992 y el 17 de abril de 1992. Fue adaptada más adelante en otra serie para la televisión italiana. 

## Sinopsis
El personaje principal de la serie, Nico ("Nick") Bonetti (Jack Scalia), es un agente de policía de la ciudad de Nueva York que está orgulloso de su legado italiano y muy enamorado de su Cadillac convertible clásico, que heredó de su padre. Después que le disparó por error a una joven durante un tiroteo, se transfiere a un recinto de polícia cercano a la playa de Los Ángeles en asignación temporal. Aquí conoce a sus nuevos socios, Tequila (un gran Mastín Dogo de Burdeos que come burritos), y la Oficial Angela García (Mariska Hargitay), quien se unió al departamento después de la muerte de su marido (que también era policía). Su jefe es el capitán Madián Knight (Charles Rocket), que está casi tan interesado en vender un guion como en el trabajo policial. La serie muestra sus investigaciones de los crímenes y la evolución en las relaciones entre los personajes. El programa cuenta con la particularidad de que los televidentes son capaces de escuchar los pensamientos de Tequila.
La vida no es fácil para Bonetti, debido a su remordimiento por la chica a la que le disparó y los extraños hábitos californianos que él no entiende. Sus vecinos incluyen una psíquica puertorriqueña (Liz Torres), que oye los pensamientos de Tequila pero inicialmente cree que está escuchando espíritus. Bonetti desarrolla a regañadientes una sensación de respeto por las personas que lo rodean, así como por Tequila, quien a pesar de sus defectos es un excelente perro de policía. El perro es retratado como poseedor de inteligencia de nivel humano y una actitud descarada y callejera.
El programa fue desarrollado por el productor Donald P. Bellisario. Su hija, Troian Bellisario, tuvo un papel recurrente como la hija de García, que se da cuenta de que su madre se ha unido al departamento de policía en lugar de seguir una carrera como comerciante de arte.
Cada episodio tiene un montaje en el que Bonetti toca el piano, mientras el público ve escenas extrañas y a veces inquietantes que incluyen a los vecinos y compañeros de trabajo de Bonetti. Algunas de estas escenas son de episodios posteriores, mientras que otras permanecen sin explicación. Cada montaje finaliza con la memoria de Bonetti disparándole a la chica en Nueva York.

## Cancelación
La serie fue mal recibida por los críticos, debido a la debilidad de los guiones, estereotipos sobre California y la vergonzante ambigüedad de que el perro hablar al estilo urbano. Fue cancelada por la CBS cuatro meses después de su estreno. 

## Serie de 2000
8 años más tarde, una nueva serie de Tequila y Bonetti fue filmada y transmitida en Italia. Bonetti (Scalia) va a Roma para formar un equipo con un nuevo perro "Tequila" y la mujer policía Fabiana Sasso (Alessia Marcuzzi). Una vez más, los espectadores pueden escuchar los pensamientos del perro, pero esta vez Bonetti es el que tiene extraños hábitos estadounidenses, desde la perspectiva de sus nuevos amigos italianos. 